# Roberto d'Ávila
Roberto Ferraretto D'Avila ou Roberto D'Ávila (São Paulo, 13 de fevereiro de 1949) é um jornalista brasileiro, além de atuar como empresário, apresentador e diretor-geral de seu programa televisivo de entrevistas Conexão Roberto D'Avila.

## Origem
Roberto D'Avila é filho de Achilles Rocha D'Avila e Icis Maria Ferraretto D'Avila, de quem herdou também a cidadania italiana.

## Formação
É bacharel em Direito, formado pela Universidade de São Paulo e em História pela Universidade de Paris, Faculdade de História Jussieu – Paris VII França (1973/74). Seu interesse pelo jornalismo iniciou-se quando integrou o Centro de Formação de Jornalistas de Paris - Escola de Jornalismo França (1974 e 1975) e em 1996 frequentou a Universidade Harvard, como aluno visitante, em Ciências Políticas.

## Carreira

### Jornalismo
Começou na TV com o programa "Abertura", dirigido por Fernando Barbosa Lima e exibido pela extinta Rede Tupi. Foi correspondente em Paris entre 1976 e 1979. Já em 1980 torna-se apresentador e diretor de Jornalismo dos programas Canal Livre da Rede Bandeirantes de Televisão e em 1982 Um Nome na História da Rede Educativa De Televisão.
Já na Rede Manchete de Televisão, dirige e apresenta os programas, Conexão Internacional, Diálogo, Persona.
Entre 1984 e 1990 atua como supervisor das séries Xingu, Kuarup, Os Brasileiros e o Japão, Uma Viagem no Tempo.
Em 1998 inicia seu trabalho como apresentador e diretor do programa Conexão Roberto D'Avila na TV Cultura, teve uma curta passagem pela Rede Record, também foi transmitido pela Band, em 2008 passa a ser transmitido pela TV Brasil.
No dia 23/03/2014 iniciou no canal de notícias Globo News o programa Roberto D'Avila, tendo como primeiro entrevistado o Presidente do Supremo Tribunal Federal (STF) Joaquim Barbosa.

### Empreendedorismo
Em 1982 fundou Intervídeo Comunicações desde 1982, a Interpress Comunicações desde 1989 e a Intervídeo Publicidade 1991. Foi sócio e diretor da CDN – Companhia de Notícias entre 2003 e 2006 e da ACI - Agência de Comunicação Integrada. 
É assessor da Telecom Itália desde 2004.

### Política
Filiou-se ao PDT em 1984. No Congresso Nacional foi deputado constituinte eleito pelo PDT com 68.286 votos, presidente da Sub-Comissão de Relações Internacionais da Câmara dos Deputados e Membro da Comissão de Ciência e Tecnologia entre 1986 e 1990. Foi vice-prefeito entre 1988 e 1992 do Rio de Janeiro na gestão de Marcello Alencar. No estado do Rio de Janeiro foi secretário de Turismo, Esportes e Cultura - 1989; Secretário de Meio Ambiente e Projetos Especiais; Presidente do Comitê do Meio Ambiente – CONEMA; Presidente do Conselho Administrativo do Controle de Fundos para o Meio Ambiente; Presidente do Comitê para a Defesa Ambiental da Costa; Representante no Conselho Nacional do meio Ambiente – CONAMA; Responsável pela Conferência das Nações Unidas para o meio Ambiente e Desenvolvimento – UNCED de 1990 a 1994.

## Controvérsia
Em um dos depoimentos de sua delação premiada, Antonio Palocci acusou Roberto de se oferecer para atuar como “laranja” para arrecadar dinheiro para o filme “Lula, o Filho do Brasil”.
Em nota, D'Avila disse: “Eu não fui laranja nenhum, eu fui produtor do filme. (…) Fizemos a produção do filme e várias empresas contribuíram. Era 2008 e o Lula tinha 90% de aprovação. Aquilo era um negócio para nós”.